# Canton de Carcassonne-2
Le canton de Carcassonne-2 est une circonscription électorale française du département de l'Aude créée par le décret du 13 juillet 1973, supprimée le 26 février 1997 et rétablie par le décret du 21 février 2014 entrée en vigueur lors des élections départementales de 2015.

## Histoire
Le canton est créé en 1973 par scission du canton de Carcassonne-Ouest. En 1997, le canton est scindé en deux nouveaux cantons, ceux de Carcassonne-Nord et Carcassonne-Sud.
Un nouveau découpage territorial de l'Aude entre en vigueur en mars 2015, défini par le décret du 21 février 2014, en application des lois du 17 mai 2013 (loi organique 2013-402 et loi 2013-403). Les conseillers départementaux sont, à compter de ces élections, élus au scrutin majoritaire binominal mixte. Les électeurs de chaque canton élisent au Conseil départemental, nouvelle appellation du Conseil général, deux membres de sexe différent, qui se présentent en binôme de candidats. Les conseillers départementaux sont élus pour six ans au scrutin binominal majoritaire à deux tours, l'accès au second tour nécessitant 12,5 % des inscrits au premier tour. En outre la totalité des conseillers départementaux est renouvelée. Ce nouveau mode de scrutin nécessite un redécoupage des cantons dont le nombre est divisé par deux avec arrondi à l'unité impaire supérieure si ce nombre n'est pas entier impair, assorti de conditions de seuils minimaux. Dans l'Aude, le nombre de cantons passe ainsi de 35 à 19.

## Représentation

### Représentation depuis 2015
| Période élective | Période élective | Mandat | Mandat   | Identité          | Nuance | Nuance | Qualité |
| ---------------- | ---------------- | ------ | -------- | ----------------- | ------ | ------ | --- |
| 2015             | 2021             | 2015   | 2021     | Philippe Cazanave |        | PS     | Retraité de la Fonction publique hospitalière, Carcassonne                                                        |
| 2015             | 2021             | 2015   | 2021     | Tamara Rivel      |        | PS     | Architecte - Conseillère municipale de Carcassonne Vice-Présidente du Conseil départemental                       |
| 2021             | 2028             | 2021   | en cours | Thierry Lécina    |        | PS     | Directeur d'école, maire de Palaja                                                                                |
| 2021             | 2028             | 2021   | en cours | Tamara Rivel      |        | PS     | Conseillère municipale de Carcassonne, Vice-Présidente du conseil départemental, déléguée aux routes et mobilités |

### Résultats détaillés

#### Élections de mars 2015
À l'issue du 1er tour des élections départementales de 2015, trois binômes sont en ballottage : Angélique Le Corre et Robert Morio (FN, 34,63 %), Philippe Cazanave et Tamara Rivel (PS, 31,98 %) et Magali Bardou et David Bustos (DVD, 23,75 %). Le taux de participation est de 58,34 % (8 235 votants sur 14 116 inscrits) contre 57,46 % au niveau départemental et 50,17 % au niveau national.
Au second tour, Philippe Cazanave et Tamara Rivel (PS) sont élus avec 40,52 % des suffrages exprimés et un taux de participation de 62,27 % (3 375 voix pour 8 790 votants et 14 116 inscrits).

#### Élections de juin 2021
Le premier tour des élections départementales de 2021 est marqué par un très faible taux de participation (33,26 % au niveau national). Dans le canton de Carcassonne-2, ce taux de participation est de 39,68 % (5 837 votants sur 14 712 inscrits) contre 39,73 % au niveau départemental. À l'issue de ce premier tour, deux binômes sont en ballottage : Thierry Lecina et Tamara Rivel (Union à gauche avec des écologistes, 39,52 %) et Sandra Dubois et Edgar Montagné (RN, 28,63 %).
Le second tour des élections est marqué une nouvelle fois par une abstention massive équivalente au premier tour. Les taux de participation sont de 34,3 % au niveau national, 39,98 % dans le département et 40,36 % dans le canton de Carcassonne-2. Thierry Lecina et Tamara Rivel (Union à gauche avec des écologistes) sont élus avec 62,05 % des suffrages exprimés (3 357 voix pour 5 939 votants et 14 714 inscrits),,. 

## Composition

### Composition de 1973 à 1997
Le canton de Carcassonne 2e comprenait la commune du Pennautier et une fraction de Carcassonne.

### Composition depuis 2015
| Nom                                 | Code Insee | Intercommunalité     | Superficie (km2) | Population (dernière pop. légale)                | Densité (hab./km2) | Modifier                                    |
| ----------------------------------- | ---------- | -------------------- | ---------------- | ------------------------------------------------ | ------------------ | ------------------------------------------- |
| Carcassonne (bureau centralisateur) | 11069      | CA Carcassonne Agglo | 65,08            | Fraction : 14 513 (2022) Commune : 46 429 (2022) | 713                | modifier les données · modifier les données |
| Cavanac                             | 11085      | CA Carcassonne Agglo | 8,96             | 1 012 (2022)                                     | 113                | modifier les données · modifier les données |
| Cazilhac                            | 11088      | CA Carcassonne Agglo | 3,83             | 1 637 (2022)                                     | 427                | modifier les données · modifier les données |
| Couffoulens                         | 11102      | CA Carcassonne Agglo | 9,47             | 538 (2022)                                       | 57                 | modifier les données · modifier les données |
| Leuc                                | 11201      | CA Carcassonne Agglo | 11,28            | 823 (2022)                                       | 73                 | modifier les données · modifier les données |
| Mas-des-Cours                       | 11223      | CA Carcassonne Agglo | 7,55             | 23 (2022)                                        | 3,0                | modifier les données · modifier les données |
| Palaja                              | 11272      | CA Carcassonne Agglo | 14,69            | 2 692 (2022)                                     | 183                | modifier les données · modifier les données |
| Verzeille                           | 11408      | CA Carcassonne Agglo | 5,21             | 457 (2022)                                       | 88                 | modifier les données · modifier les données |
| Villefloure                         | 11423      | CA Carcassonne Agglo | 16,69            | 157 (2022)                                       | 9,4                | modifier les données · modifier les données |
| Canton de Carcassonne-2             | 1103       |                      |                  | 21 852 (2022)                                    |                    | modifier les données                        |

Le canton de Carcassonne-2 comprend :
1. huit communes entières ;
2. la partie de la commune de Carcassonne située à l'est d'une ligne définie par l'axe des voies et limites suivantes : depuis la limite territoriale de la commune de Villemoustassou, chemin de Gougens, avenue Claude-Bernard, route départementale 49, rue André-Jean-Cayatte, rue Magellan, avenue Georges-Guille, route départementale 118, cours de l'Aude, Pont-Vieux, canal du Moulin, canal d'Aménée, cours de l'Aude, jusqu'à la limite territoriale de la commune de Cavanac.

## Démographie
En 2022, le canton comptait 21 852 habitants, en évolution de +5,1 % par rapport à 2016 (Aude : +2,65 %, France hors Mayotte : +2,11 %).
| 2013   | 2018   | 2022   |
| ------ | ------ | ------ |
| 20 985 | 21 403 | 21 852 |